# 하시모토 세이코
하시모토 세이코(일본어: 橋本 聖子, はしもと せいこ, 1964년 10월 5일~)는 일본의 스피드스케이팅, 자전거 경기 선수 출신의 정치인이다. 1992년 동계 올림픽 메달리스트이며, 현재 참의원 의원이다.
홋카이도 하야키타정(현재의 아비라정) 출신으로 어린 시절부터 스케이트를 탔으며, 학업을 마친 후 빙상 실업 명문 팀인 후지 급행 소속으로 활동했다. 동계 올림픽에 네 차례 출전했으며(1984년·1988년·1992년·1994년), 특히 알베르빌에서 열린 1992년 동계 올림픽 1500m에서 동메달을 획득했다. 그는 일본 최초의 여자 동계 올림픽 메달리스트이기도 하다. 그 외에 1990년 세계 올라운드 선수권 대회 종합 2위, 1989년 세계 스프린트 선수권 대회 은메달 획득, 1986년 동계 아시안 게임 2관왕, 1990년 동계 아시안 게임 4관왕 등 단거리와 장거리에서 모두 두각을 나타내었다. 여름 시즌 동안에는 사이클 선수로도 활동, 1988년·1992년·1996년 하계 올림픽에 출전하기도 했다.
일본의 유명 여성 스포츠인인 그는 1995년 참의원 선거에 자유민주당 공천으로 비례대표로 출마, 당선되었고, 2001년·2007년 재선되어 현재 참의원 의원으로 활동하고 있다. 1998년 결혼으로 성을 이시자키(石崎)로 바꿨으나, 계속 결혼 전 성인 하시모토로 활동하고 있다. 2006년 이후 일본 빙상 연맹 회장으로 재직중이다. 2008년~2009년 아소 다로 내각의 외무성 부대신(부장관)을 역임했다.

## 역대 선거 결과
|  | 0% |

|  | 0% |

|  | 3.7% |

|  | 6.4% |

|  | 4.5% |